# فن‌هایزن
فن‌هایزن (به هلندی: Venhuizen) یک منطقهٔ مسکونی در هلند است که در درخترلاند واقع شده‌است. فن‌هایزن ۴٫۳۶۴ نفر جمعیت دارد.

## نگارخانه

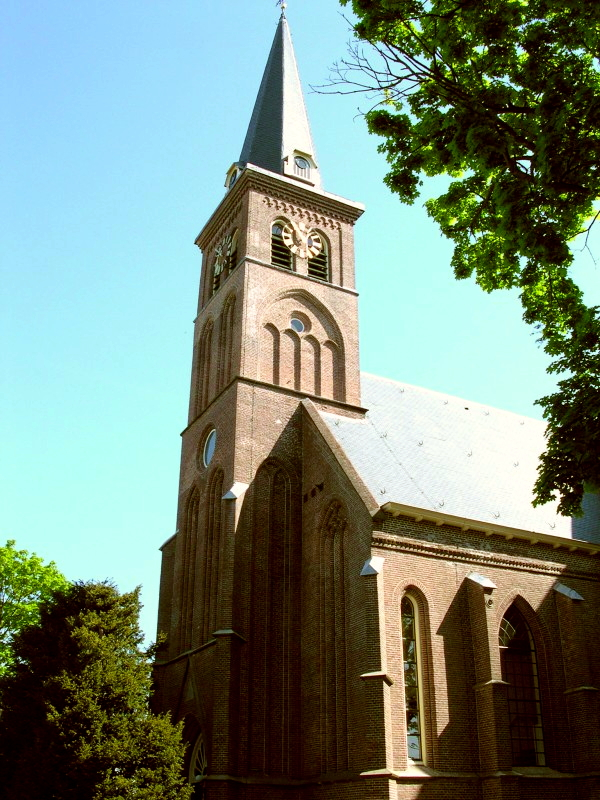
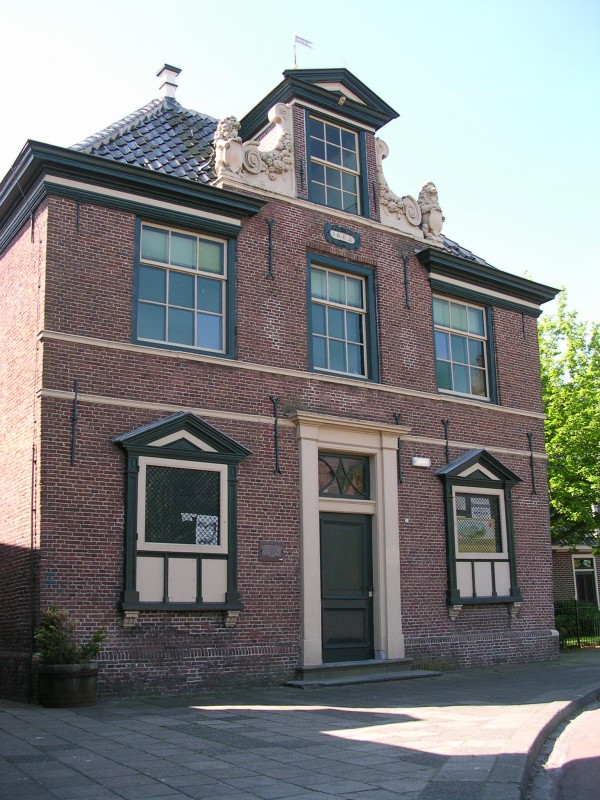
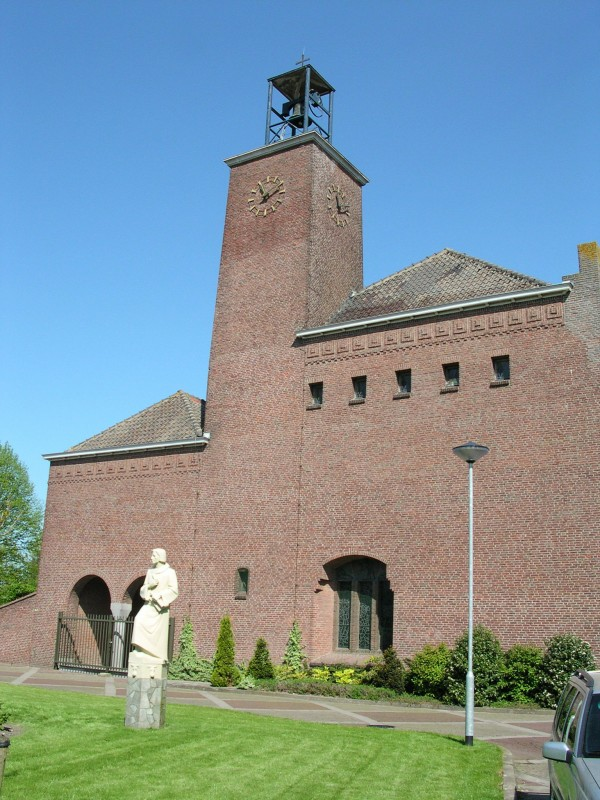